# Peter Sellers
Peter Sellers, ursprungligen Richard Henry Sellers, född 8 september 1925 i Southsea utanför Portsmouth i Hampshire, död 24 juli 1980 i London, var en brittisk skådespelare, komiker och sångare. Sellers slog igenom i början av 1950-talet i humorprogrammet The Goon Show på BBC Radio och blev världskänd genom en rad komedifilmer, bland annat i rollen som poliskommissarie Clouseau i fem Rosa pantern-filmer (1963–1978).
Bland Sellers övriga filmer märks Ladykillers (1955), Musen som röt (1959), Dina pengar är mina pengar (1959), Lolita (1962), Dr. Strangelove (1964), Hej, pussycat (1965), Casino Royale (1967), Oh, vilket party! (1968), Släpp deckarna loss, det är mord (1976) och Välkommen Mr. Chance! (1979).

## Biografi

### Bakgrund
Sellers föddes i en judisk familj. Han tjänstgjorde två år i Royal Air Force under andra världskriget, där han mötte Spike Milligan, Harry Secombe och Michael Bentine som skulle bli hans framtida kollegor.

### Karriär
Sellers komiska talang uppenbarades offentligt först i den legendariska engelska radioserien The Goon Show. The Goon Show var åren 1951–1960 föregångaren till Monty Python med sin helt vansinniga blandning av crazyhumor, gags och surrealism. Vid sidan av sina kollegor Spike Milligan, Harry Secombe och Michael Bentine utvecklades Sellers så småningom till seriens centralfigur.
Sellers uppmärksammandes på filmduken för sin roll i den svarta komedin Ladykillers (1955), och hans genombrott på film kom 1959 med Musen som röt. Hans karriär förde honom efter hand till Hollywood. Han oscarnominerades för Dr. Strangelove eller: Hur jag slutade ängslas och lärde mig älska bomben (1964) och Välkommen Mr. Chance! (1979).
Annars är hans mest kända roll den som kommissarie Clouseau i Rosa pantern-filmerna, regisserade av Blake Edwards. Han inledde denna filmserie 1963, i en film där David Nivens juveltjuv Sir Charles Lytton ("Rosa Pantern") var tänkt att ha huvudrollen. Därefter spelade Sellers rollen som den självcentrerade och otursförföljde franske polismannen i ytterligare fem filmer i serien; i Jakten på Rosa pantern från 1982 medverkade Sellers endast via filmklipp från produktionen av de tidigare filmerna.

### Privatliv

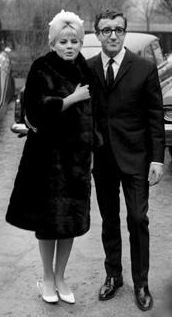
Britt Ekland och Peter Sellers, 1964.

Sellers gifte sig fyra gånger och fick tre barn. Åren 1951–1964 var han gift med Anne Howe och fick två barn med henne. 1964–1968 var han gift med skådespelaren Britt Ekland, som han har dottern Victoria Sellers med. Mellan 1970 och 1974 var Sellers gift med Miranda Quarry. Från 1977 och till sin död var han gift med skådespelaren Lynne Frederick. Sellers har beskrivits som perfektionist och fokuserad på sitt filmskapande, något som skapade problem i hans olika äktenskap.
Sellers avled till följd av en hjärtattack 1980, efter att länge ha besvärats av hjärtproblem. Vid sin död hade han separerat från Frederick.

## Verk

### Filmografi (urval)
- 1951 – Penny Points to Paradise
- 1955 – Ladykillers
- 1958 – Tummeliten
- 1958 – Man är väl diplomat
- 1959 – Musen som röt
- 1959 – Dina pengar är mina pengar
- 1960 – Miljonärskan
- 1962 – Bara två kan leka så
- 1962 – Lolita
- 1963 – Bara få kan skoja så
- 1963 – Den rosa pantern
- 1964 – Dr. Strangelove eller: Hur jag slutade ängslas och lärde mig älska bomben
- 1964 – Skott i mörkret
- 1965 – Hej, pussycat
- 1965 – Man bara dör... eller historien om det lefvande liket
- 1966 – Ta fast räven
- 1967 – Casino Royale
- 1968 – Oh, vilket party!
- 1970 – Hoffman
- 1970 – En flicka på gaffeln
- 1972 – Alice i Underlandet
- 1974 – Det är natt för Hitler
- 1975 – Den Rosa Pantern kommer tillbaka
- 1976 – Släpp deckarna loss, det är mord
- 1976 – Rosa Pantern slår igen
- 1978 – Rosa Panterns hämnd
- 1978 – Mupparna (TV-serie)
- 1979 – Fången på Zenda
- 1979 – Välkommen Mr. Chance!
- 1980 – Fu Manchus djävulska plan
- 1982 – Jakten på Rosa pantern

### Diskografi
- The Best Of Sellers (1958)
- Songs For Swingin' Sellers (1959)
- Peter And Sophia (1960) (tillsammans med Sophia Loren)
- Sellers Market (1979)